# Katholisches Krankenhaus Dortmund-West

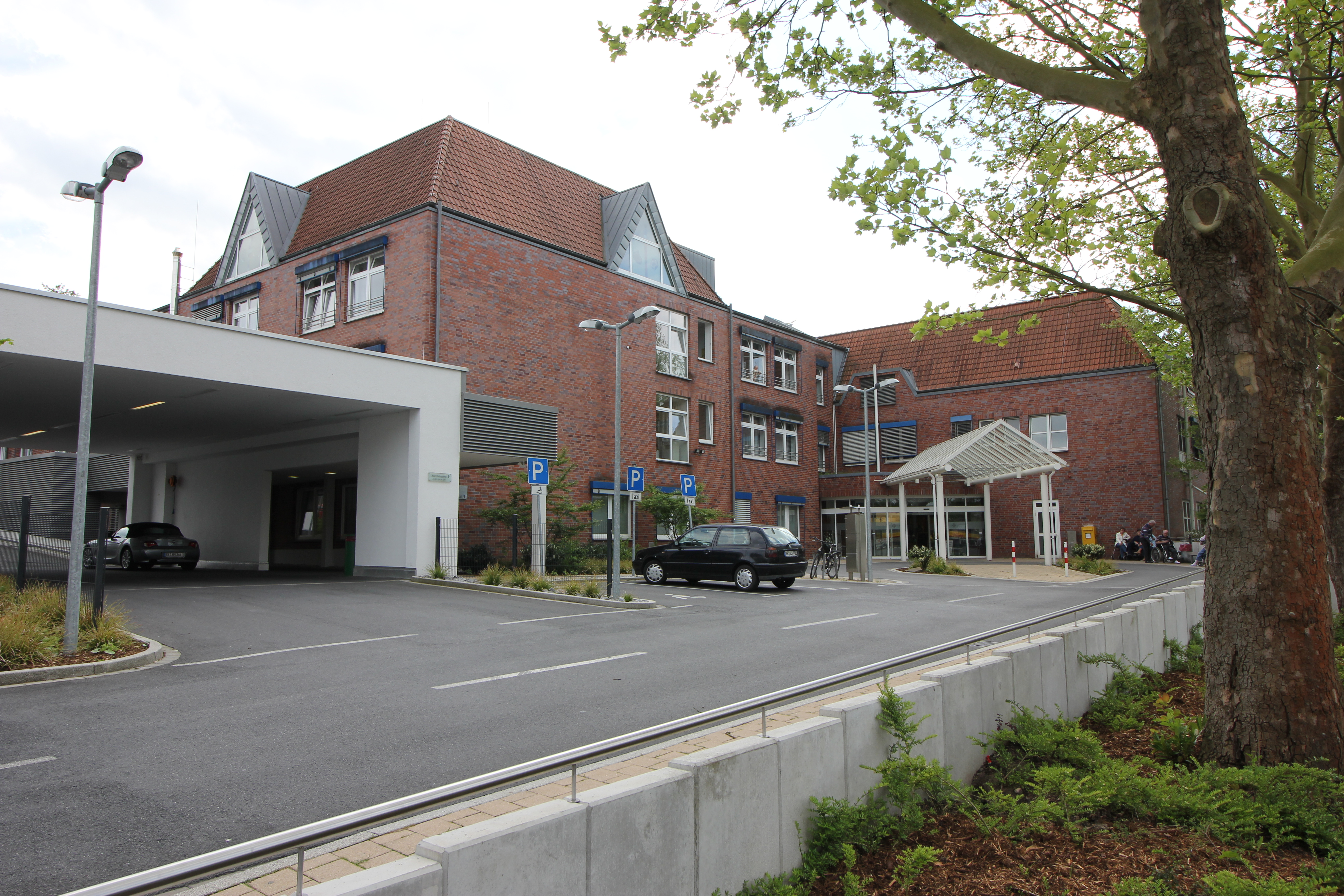
Eingangsbereich des Katholischen Krankenhauses

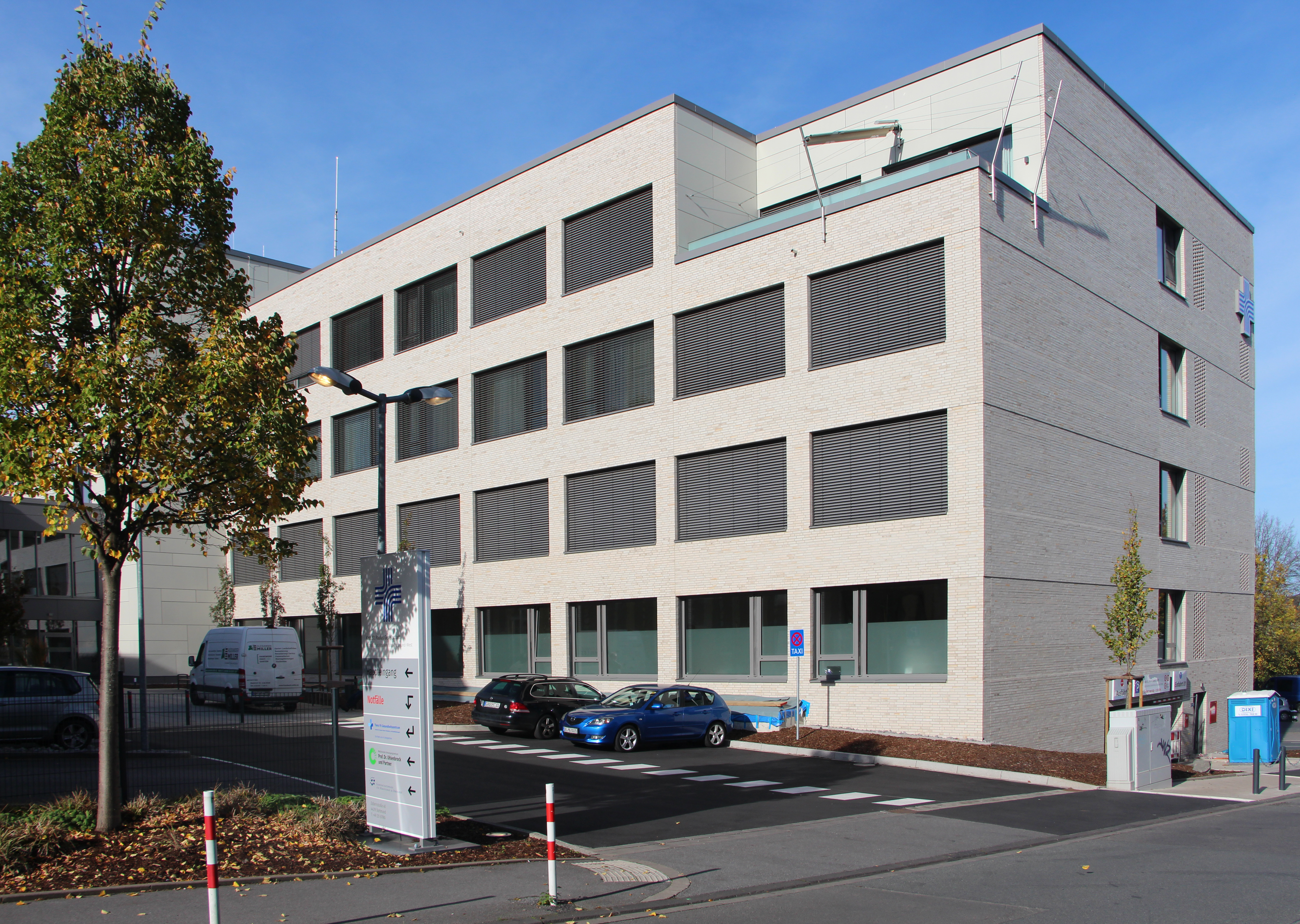
Neubau am Katholischen Krankenhaus Dortmund-West

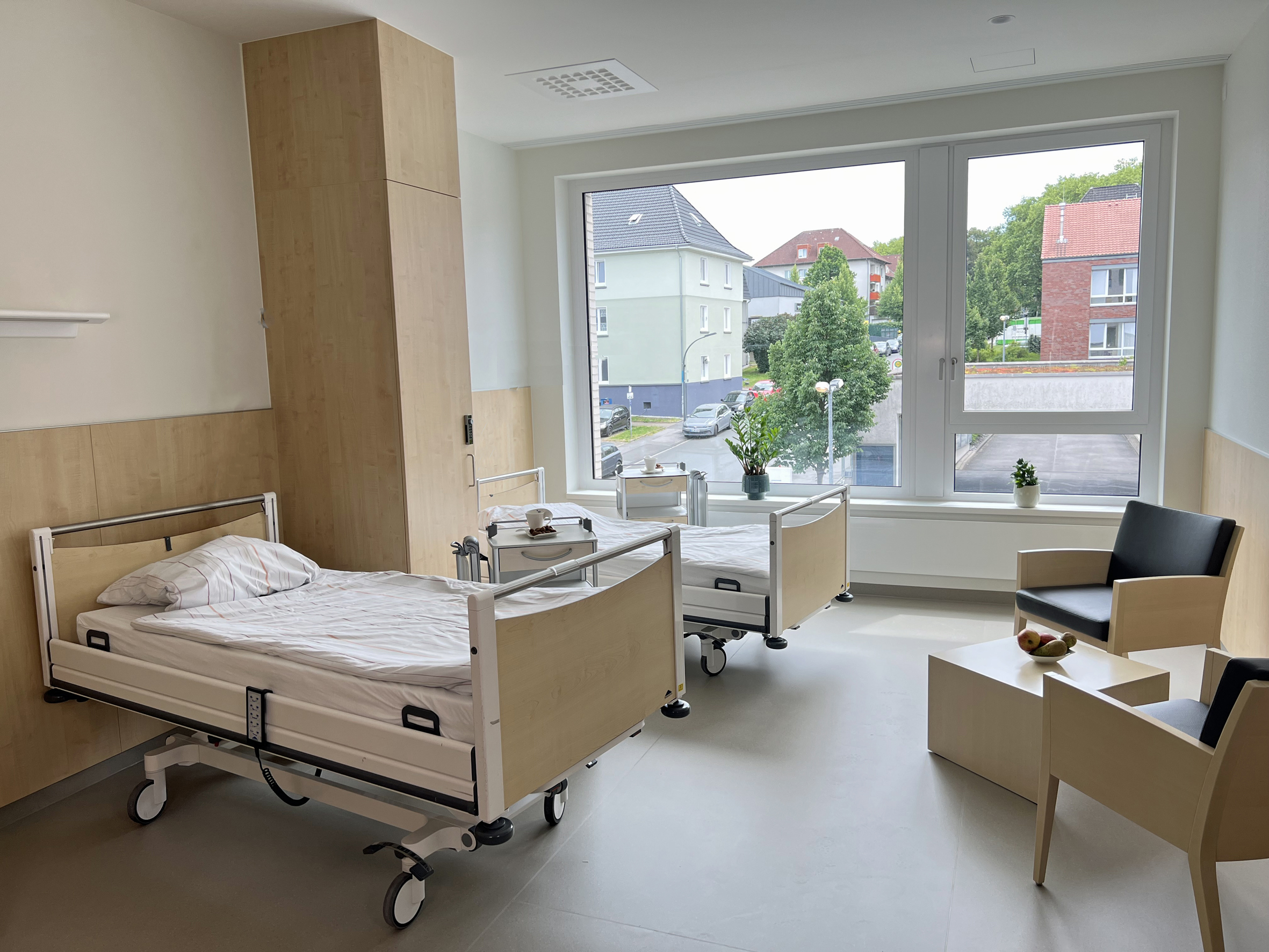
Patientenzimmer im Neubau am Katholischen Krankenhaus Dortmund-West

Das Katholische Krankenhaus Dortmund-West ist ein Krankenhaus mit 263 Planbetten in freigemeinnütziger Trägerschaft im Dortmunder Stadtteil Kirchlinde. Trägerin ist die SLG St. Paulus GmbH, die außerdem das St.-Josefs-Hospital Dortmund in Hörde, das St.-Rochus-Hospital Castrop-Rauxel sowie die St.-Lambertus-Pflegeeinrichtungen in Castrop-Rauxel betreibt. Die SLG St. Paulus GmbH ist im Zuge des Zusammenschlusses regionaler katholischer Krankenhäuser zur Kath. St. Paulus Gesellschaft 2021 aus der 2004 gegründeten Katholische St. Lukas Gesellschaft hervorgegangen.

## Geschichte
Im Jahr 1871 wurde durch den Westfälischen Grubenverein in Kirchlinde ein Haus zur Krankenversorgung der Bevölkerung und der Bergleute zur Verfügung gestellt. Die Pflege der Patienten übernahmen Franziskaner-Schwestern. Schon bald konnte die Bettenanzahl von ehemals 5 auf 18 gesteigert werden und 1876 erfolgte ein Umzug in ein größeres Haus unter dem Namen St. Josefs-Hospital. 1885 erfolgte die Grundsteinlegung für einen 60 Betten fassenden Neubau, der 1886 bezogen wurde. Nach der Eingemeindung Kirchlindes zu Dortmund 1928 erfolgte ein weiterer Neubau. Ab 1967 zog sich der Franziskanerorden aus der Patientenbetreuung zurück. 1980 erfolgte die Fusion mit dem St.-Barbara-Hospital in Lütgendortmund und die Umbenennung in Katholisches Krankenhaus Dortmund-West.
Unter dem fortbestehenden wirtschaftlichen Druck der 1990er Jahre fusionierte das Kirchlinder Krankenhaus 1998 mit dem benachbarten St.-Rochus-Hospital in Castrop-Rauxel zur Katholischen Krankenhausgemeinschaft Castrop/Dortmund-West gGmbH und sechs Jahre später 2004 darüber hinaus mit dem St. Josefs Hospital aus Dortmund-Hörde zur Kath. St. Lukas Gesellschaft, die 2021 im Zuge des Zusammenschlusses regionaler katholischer Krankenhäuser zur Kath. St. Paulus Gesellschaft in SLG St. Paulus GmbH umfirmiert worden ist.
2022 wurde das Krankenhaus um einen modernen Neubautrakt erweitert.

## Struktur
Das Krankenhaus unterhält folgende Fachabteilungen:
- Akut- und Notfallmedizin
- Anästhesiologie und operative Intensivmedizin
- Innere Medizin mit Kardiologie und Gastroenterologie
- Allgemein- und Viszeralchirurgie
- Orthopädie, Unfallchirurgie und Rheumaorthopädie

Die Klinik für Orthopädie und Unfallchirurgie ist zertifiziertes EndoProthetikZentrum der Maximalversorgung. Die Klinik für Allgemein- und Viszeralchirurgie und die Abteilung Gastroenterologie der Klinik für Innere Medizin betreiben gemeinsam eine interdisziplinäre Viszeralstation die in das Darmzentrum Ruhr eingebunden ist.
Die Radiologie wird durch ein Medizinisches Versorgungszentrum geführt. Im Katholischen Krankenhaus Dortmund-West ist das Zentrallabor für die Krankenhäuser der SLG St. Paulus GmbH angesiedelt. Am Krankenhaus befindet sich ein Notarztstandort.